# Clark-Hatfield Automobile Company
Die Clark-Hatfield Automobile Company in Oshkosh (Wisconsin) war ein kurzlebiger US-amerikanischer Automobilhersteller.

## Geschichte
Das Unternehmen ging hervor aus dem in den 1890er Jahren von J. L. Clark gegründeten und sehr erfolgreichen Kutschenbaubetrieb Clark & Company. Dessen Sohn und Nachfolger Herbert M. Clark beschloss um 1908, in die Automobilproduktion einzusteigen. Ob ihm Charles B. Hatfield, jr. nur als technischer Berater zur Seite stand oder selber investierte, ist nicht bekannt. Dieser hatte gemeinsam mit seinem Vater einen Highwheeler ähnlicher Konzeption entworfen und 1906–1907  als Buggyabout resp. Unique in ihrer Hatfield Motor Vehicle Company in Miamisburg (Ohio) hergestellt.
Der Clark-Hatfield Model 23 war das einzige Automobil, welches das Unternehmen je hergestellt hat. Ausgangsprodukt war tatsächlich ein pferdegezogener Buggy, der einen zugekauften Zweizylindermotor unbekannter Herkunft mit einem Hubraum von 113.5 c.i. (1860 cm³) und einer Leistung von 14 PS  sowie ein Friktionsgetriebe erhielt. Das einzige unkonventionelle Element des ansonsten durch und durch typischen Highwheelers war, dass dieses Reibradgetriebe vor statt hinter dem Motor angebracht war, was allerdings die Funktionalität des Fahrzeugs nicht förderte.
Das Fahrzeug wog 1200 lbs (544 kg), der Radstand betrug 78 Zoll (2377 mm) und die Holzspeichenräder hatten die Dimension 38 × 1,5 Zoll.
Der im Juli 1908 öffentlich angekündigte Wagen lag mit einem Verkaufspreis von US$ 650 im oberen Bereich des Marktsegments und war exakt so teuer wie der im Jahr zuvor eingestellte, seriös konstruierte und überaus erfolgreiche Oldsmobile Curved Dash. Ein Success Highwheeler war anfangs ab US$ 250 zu haben; die meisten Konkurrenzprodukte kosteten zwischen US$ 300 und 400.
Die hergestellte Stückzahl des Modells 23 ist nicht bekannt; viele dürften es nicht gewesen sein, bis 1909 die Produktion endete und das Unternehmen sich auf die Herstellung von Aufbauten für Nutzfahrzeuge verlegte.

## Übersicht über Pkw-Marken aus den USA, dieClarkbeinhalten
| Marke          | Hersteller                           | Vermarktungsbeginn | Vermarktungsende | Ort, Bundesstaat           |
| -------------- | ------------------------------------ | ------------------ | ---------------- | -------------------------- |
| Clark          | Clark Manufacturing Company          | 1897               | 1901             | Moline, Illinois           |
| Clark          | Edward S. Clark Steam Automobiles    | 1900               | 1909             | Boston, Massachusetts      |
| Clark          | A. F. Clark & Company                | 1903               | 1905             | Philadelphia, Philadelphia |
| Clark          | Clark Motor Car Company              | 1910               | 1912             | Shelbyville, Indiana       |
| Clark          | Furgason Motor Company               | 1910               | 1911             | Lansing, Michigan          |
| Clark Electric | Toledo Electric Vehicle Company      | 1909               | 1910             | Toledo, Ohio               |
| Clark Electric | Brunn Carriage Manufacturing Company | 1910               | 1910             | Buffalo, New York          |
| Clark-Hatfield | Clark-Hatfield Automobile Company    | 1908               | 1909             | Oshkosh, Wisconsin         |
| Clark-Norwalk  | Norwalk Motor Car Company            | 1910               | 1910             | Norwalk, Ohio              |
| Clarkmobile    | Clarkmobile Company                  | 1903               | 1904             | Lansing, Michigan          |